# Équipe du Kenya de rugby à XV
L'équipe du Kenya de rugby à XV rassemble les meilleurs joueurs du Kenya. Elle est sous l'égide de la Fédération kényane de rugby à XV. Membre de Rugby Afrique, elle participe chaque année aux compétitions continentales organisées par cette dernière. 
Aujourd'hui, l'équipe kényane est considérée comme l'une des meilleures sélections africaines, troisième dans la hiérarchie continentale, derrière les Springboks et la Namibie.
Elle participe chaque année à la Coupe d'Afrique, compétition qualificative pour la Coupe du monde, mais également à l'Elgon Cup et la Victoria Cup (voir ci-dessous).

## Historique
L'année 1925 voit la première rencontre d'une sélection kényane lors d'une opposition avec la Royal Navy. Ce 25 juin, l'équipe kényane s'impose 11 à 3. À partir de 1929, de nombreuses tournées sont organisées notamment en Afrique du Sud (rencontres face à des universités ou des équipes militaires). En 1955 a lieu la première rencontre officielle du Kenya, face à la Tanzanie. Ces deux sélections se rencontrent une nouvelle fois en 1955 et 1956. En 1958, le Kenya rencontre l'Ouganda pour la première fois. Ces deux équipes sont les principales oppositions du Kenya durant des années mais celles-ci sont irrégulières notamment à cause des problèmes politiques dans cette région d'Afrique. 
Depuis 1958, année de la première opposition entre le Kenya et l'Ouganda, un trophée est remis au vainqueur de ce match appelé L'Elgon Cup.
Dans les années 1970 et 1980, le Kenya s'ouvre à de nouvelles oppositions tel que la Zambie et le Zimbabwe. La création de la Confédération africaine de rugby y est pour beaucoup.
Depuis le début des années 1980, une compétition est créée entre les sélections du Kenya, de l'Ouganda et du Zimbabwe. Cette dernière se nomme la Victoria Cup.
En 1987, la sélection remporte sa plus large victoire de son histoire, 96 à 3 contre le Nigeria.
Alors que le rugby à XV a du mal à s'imposer réellement, le rugby à sept gagne en popularité au Kenya. Depuis la création de l'IRB Sevens Series en 1999-2000, l'équipe kényane ne cesse de progresser. En effet, après une dixième place lors des éditions 2002-2003 et 2004-2005, elle ne cesse de progresser dans la hiérarchie mondiale en atteignant son meilleur classement en 2012-2013 avec une cinquième place.
Depuis 2000, année de la création de la Coupe d'Afrique par ce qui s'appelle encore la Confédération africaine de rugby, la sélection kényane participe à toutes les éditions, et inscrit son nom au palmarès à deux reprises en 2011 et 2013.

## Palmarès
- Coupe du monde : jamais qualifié

- Coupe d'Afrique
  - 2003 : 2e de la poule B
  - 2004 : 2e de la poule B (zone Sud)
  - 2005 : 2e de la poule C
  - 2006 : 3e et dernier de la poule A
  - 2007 : 3e
  - 2008-2009 : 2e de la poule C
  - 2010 : poule B non disputée
  - 2011 : Champion
  - 2012 : 3e
  - 2013 : Champion
  - 2014 : 3e
  - 2015 : 3e
  - 2016 : 2e
  - 2017 : 2e
  - 2018 : 2e
  - 2021-2022 : 2e
  - 2024 : 4e

- Victoria Cup

Compétition qui oppose le Kenya, le Zimbabwe et l'Ouganda (seulement deux éditions en 2010 et 2011) : vainqueur en 2010.
- Elgon Cup

Trophée mis en jeu lors des oppositions entre le Kenya et l'Ouganda : vainqueur en 2004, 2005, 2007, 2008, 2009, 2010, 2011, 2013, 2014, 2016, 2017, 2022.

## Joueurs emblématiques
- Ted Omondi (ailier), premier joueur kenyan à jouer en France (Racing Métro 92 en 2006-2007)